# (7852) Itsukushima
(7852) Itsukushima est un astéroïde de la ceinture principale.

## Description
(7852) Itsukushima est un astéroïde de la ceinture principale. Il fut découvert par Cornelis Johannes van Houten, Ingrid van Houten-Groeneveld et Tom Gehrels le 17 octobre 1960 à l'observatoire Palomar. Il présente une orbite caractérisée par un demi-grand axe de 2,41 UA, une excentricité de 0,056 et une inclinaison de 4° par rapport à l'écliptique.
Il fut nommé en hommage à l'île d'Itsukushima près de la ville d'Hiroshima.

## Compléments